# Rio de Janeiro
Rio de Janeiro (portugisisk for Januarfloden) er både navnet på en stat og en by i det sydøstlige Brasilien. Byen er også hovedstad i delstaten Rio de Janeiro.
Byen er landets næststørste med 6.211.223(2022) indbyggere, kun overgået af São Paulo. I daglig tale kaldes byen blot Rio. Rio de Janeiros metroområde har 11.900.000 (2)  indbyggere.
Byen er berømt for strandene Copacabana og Ipanema, for den gigantiske Kristus-figur (Cristo Redentor) på Corcovado-bjerget, der i 2007 blev valgt som en af de nye Verdens syv underværker, for verdens engang største stadion Maracanã, samt for sit årlige karneval. Byen er fødested for samba og bossa nova
Rio var landets hovedstad fra 1763 til 1960, hvorefter Brasília antog den rolle.

## Historie
Tekst mangler, hjælp os med at skrive teksten

## Geografi
Kommunen Rio de Janeiro strækker sig svagt i sydvestlig retning over en strækning på 60-65 km langs kysten ud til Atlanterhavet mellem Guanabarabugten øst for kommunens fastlandsdel og Sepetibabugten vest for kommunen og 20 km ind i landet. Kommunens samlede areal (land og vand) udgør 1.200 km2.

## Demografi
Tekst mangler, hjælp os med at skrive teksten

## Økonomi og erhverv
Tekst mangler, hjælp os med at skrive teksten

## Politik og administration
Tekst mangler, hjælp os med at skrive teksten

## Transport og infrastruktur

### Trafik
Rio de Janeiro er en betydningsfuld havneby for skibstrafik, der forbinder de nordøstlige stater med de økonomisk mere udviklede stater i syd. Med de øvrige dele af landet er byen forbundet med jernbane- og særligt flytrafik. 
Rio-Niterói-broen forbinder med sine 14 kilometer over Guanabarabugten Niterói med Rio.

### Kollektiv transport
Metrô Rio de Janeiro blev 15. marts 1979 indviet og dækker med sine to linjer 36,9 kilometer og 32 stationer. Yderligere fire linjer i under planlægning, herunder en linje til Niterói.
På det 704 meter høje Corcovado-bjerg går en tandhjulsbane, der blev indviet i 1884. Helt til tops kunne man dog først komme den 1. juli 1885. I 1910 blev den etsporede strækning elektrificeret af Sulzer AG fra Schweiz, og gjorde dermed banen til den første elektriske bane i Brasilien.

### Flytrafik
Rio de Janeiro har tre lufthavne:
- Lufthavnen Santos Dumont (SDU), indenrigslufthavn beliggende i centrum af byen. I dag bruges den for det meste for flyvninger mellem Sao Paulo og Rio. Santos Dumont var tidligere byens internationale lufthavn.
- Den internationale lufthavn Galeão/Antonio Carlos Jobim (GIG), en stor international lufthavn med to passagerterminaler beliggende på Ilha do Governador nord for byen.
- Flyvepladsen Jacarepaguá, en mindre flyveplads, der også benyttes til indenrigsluftfart, men primært til taxaflyvning. Den er beliggende i Jacarepaguá, vest for byen, nær Barra de Tijuca.

Endvidere findes der også militære flyvebaser: Galeão, beliggende sammen med den internationale lufthavn, flyvebasen Afonsos (også kendt som Campo dos Afonsos) samt den vigtige Santa Cruz flyvebase.

## Uddannelse
Tekst mangler, hjælp os med at skrive teksten

## Kultur og seværdigheder

### Bygningsværker
Rio de Janeiros nok mest berømte vartegn er Kristus-statuen på Corcovado-bjerget. Statuen er 30 meter høj, og står på en 8 meter høj sokkel og vejer 1.145 tons.

### Museer
Byen har en række forskellige museer af interesse, eksempelvis Museu Paço Imperial og Museu do Indio. Museu Chácara do Céu udstiller værker af Pablo Picasso, Henri Matisse og Claude Monet. Museu Histórico Nacional er en af de få bevarede bygninger fra det 16. århundrede. Udstillingen fortæller Brasiliens historie og udstiller møbler og andre genstande fra kolonialtiden.
Seværdigt er også Museu de Arte Moderna, forkortet MAM, der er tegnet af den kendte brasilianske arkitekt Affonso Eduardo Reidy. Her udstilles moderne brasiliansk kunst.

### Teater
Teatro Municipal (Byteatret) er den mest imponerende bygning på Praça Floriano-torvet i bydelen Cinelândia og er hjemsted for både byens opera og orkester. Det blev bygget mellem 1905 og 1909 af Francisco de Oliveira Passos, og er delvist inspireret af operaen i Paris.

### Musik
Bossa nova er en musikstil, der har sit udspring i Rios musikermiljø i slutningen af 1950erne. Den skabtes af Vinicius de Moraes, Antônio Carlos Jobim og João Gilberto. Musikstilen kan siges af være en blanding af samba og jazz. Guitar og piano er de grundlæggende instrumenter i bossa nova.

### Sport
Fodbold er Brasiliens nationalsport. Alle 26 forbundsstater og Distrito Federal har i første halvår deres eget fodboldmesterskab (Torneio estaduai). Visse af disse mesterskaber, såsom Campeonato Carioca i Rio de Janeiro har været afholdt siden begyndelsen af det 20. århundrede, og tiltrækker tusindvis af tilskuere.
Campeonato Carioca er skueplads for nogle af de vigtigste og verdensberømte dueller, der foregår meller Flamengo og Fluminense. Fluminense er det hold fra Rio de Janeiro, der oftest har vundet Campeonato Carioca. Fluminense er blevet mester 30 gange, Flamengo 28 gange, Vasco 23 gange og Botafogo 18 gange. América, et tidligere storhold i Rio de Janeiro, blev mestre syv gange og Bangu afslutter titellisten med to mesterskaber.
Den succesrigeste klub i Rio, er Flamengo. Klubben er fem gange blevet Brasilianske Fodboldmestre (1980, 1982, 1983, 1987 og 1992), efterfulgt af CR Vasco da Gama med fire titler (1974, 1989, 1997 og 2000), Fluminense med to nationale titler (1970 und 1984) og Botafogo med en enkelt titel (1995).
I den bedste liga spiller Vasco da Gama (med en tilhængerskare, der overvejende består af etniske portugisere), Botafogo (fra samme bydel, med en mere blandet fanskare), Flamengo (Brasiliens tilhængerrigeste klub med en tilhængergruppe fra mindre bemidlede samfundslag, ofte fra Rios favelaer) og Fluminense (der typisk har deres fans blandt de bedrestillede og velhavende).
Kampe mellem disse fire klubber, spilles oftest på Maracanã (egentlig: Estádio Jornalista Mário Filho), der blev bygget til VM i fodbold i 1950. Med en kapacitet på 92.000 siddepladser, er Maracana i dag ikke blandt verdens største stadions længere, men da det blev bygget til VM i fodbold i 1950, var det netop verdens største. Til VM-slutrundens sidste kamp mellem Brasilien og Uruguay, var der 173.000 betalende tilskuere.
Surfing er meget populært i Rio, ligesom beachvolley og strandfodbold er særdeles udbredt.
Andre udbredte sportsgrene er motorsport, jiu-jitsu, sejlsport och roning. Den i Brasilien meget populære sportsgren capoeira er på trods af dens oprindelse i Bahia, også ret udbredt i Rio de Janeiro.
Med sine stejle klipper er byen også idéel til drageflyvning og klatring.
I Rio de Janeiro ligger racerbanen Autódromo Internacional Nelson Piquet, døbt efter den brasilianske racerkører Nelson Piquet.
Rio de Janeiro var fra 13. til 29. juli 2007 hjemsted for de XV. Panamerikanske Lege. Centrum for legene var bydelen Barra da Tijuca. I legene deltog 5662 atleter fra 42 lande. Der blev uddelt medaljer i 332 discipliner og 35 idrætsgrene.
Rio de Janeiro blev ved den 121. IOC session og 13. olympiske kongres i København den 2. oktober 2009 valgt som værtsby for de Olympiske Lege 2016. De øvrige kandidater var Madrid, Tokyo og Chicago.

### Udeliv
Rio de Janeiro har et utal af restauanter, barer og natklubber.
Nattelivet er koncentreret omkring klubberne i Lapa, der overvejende frekventeres af lokale, mens klubberne i Ipanema og Copacabana har en betydelig del af klientellet fra de mange turister. Der er også et antal eksklusive klubber i Barra de Tijuca.

### Strande og kvarterer
Copacabana er Rios, og måske verdens, mest berømte strand. Den halvmåneformede strand med promenade bliver også kaldt Princesinha do Mar (Den Lille Havfrue) og havde sin gyldne periode i 1930'erne, 1940'erne og 1950'erne. Da var det Bohème-bydelen, hvis rigdom og glans har været grundlag for mange bøger, malerier og musikstykker (dog ikke Barry Manilow-hittet Copacabana (At The Copa), der handler om en natklub i Havana). Hotellet Copacabana Palace var i mange år kendt som Sydamerika fornemmeste, og er også stedet hvor rockgrupper som Rolling Stones og andre berømtheder typisk vælger at bo, når de er i byen.
Ipanema er navnet på bydelen, der ligger umiddelbart syd for Copacabana. Stranden i Ipanema er blandt de populæreste, og udgør cirka 2,5 kilometer. Kvarteret blev gjort verdensberømt af sangen Garota de Ipanema (The Girl from Ipanema) af Antônio Carlos Jobim, der blev skrevet på en restaurant på gaden Rua Prudente de Moraes, og i dag er restauranten opkaldt efter sangen.
I vestlig forlængelse af Ipanema ligger bydelen Leblon, der ligesom Ipanema traditionelt beboes af Rios gamle overklasse.

## Personligheder
Rio de Janeiro var fødeby for talrige prominente personligheder. Herunder hører blandt andet den portugisiske dronning Maria 2., den brasilianske kejser Pedro 2., politikerne Fernando Henrique Cardoso og Fernando Collor de Mello, tidligere FIFA-præsident João Havelange, fodboldspillerne Jairzinho, Adriano, Ronaldo, Kevin Kuranyi, Antonio da Silva og Benny Feilhaber, tennisspilleren Marc-Kevin Goellner, Formel 1-racerkører Nelson Piquet og Roberto Moreno, arkitekten Oscar Niemeyer, forfatteren Paulo Lins, fysikeren Arthur Wehnelt, pianisten Eliane Rodrigues såvel som TV-værtinden og modellen Jana Ina.

## Film i og om Rio de Janeiro
- Orfeu Negro, City of God (Cidade de Deus), Central Station (Central do Brasil) og Blame it on Rio.
- I serien CSI: Miami foregår første afsnit i sæson 5 i Rio de Janeiro.

## Venskabsbyer
Rio de Janeiro har venskabsby-aftaler med følgende byer
- Arganil
- Atlanta
- Barcelona
- Busan
- Cachéu
- Cebu
- Cochabamba
- Espinho
- Guimarães
- Istanbul
- Kyiv
- Kobe
- Krakow
- La Paz
- Lille
- Lissabon
- Luanda
- Managua
- Montevideo
- Paris
- Paramaribo
- Beijing
- Póvoa de Varzim
- Rufisque
- San José
- Santa Comba
- Santo Tireo
- Tel Aviv
- Tunis
- Warszawa